# Campo de Argañán

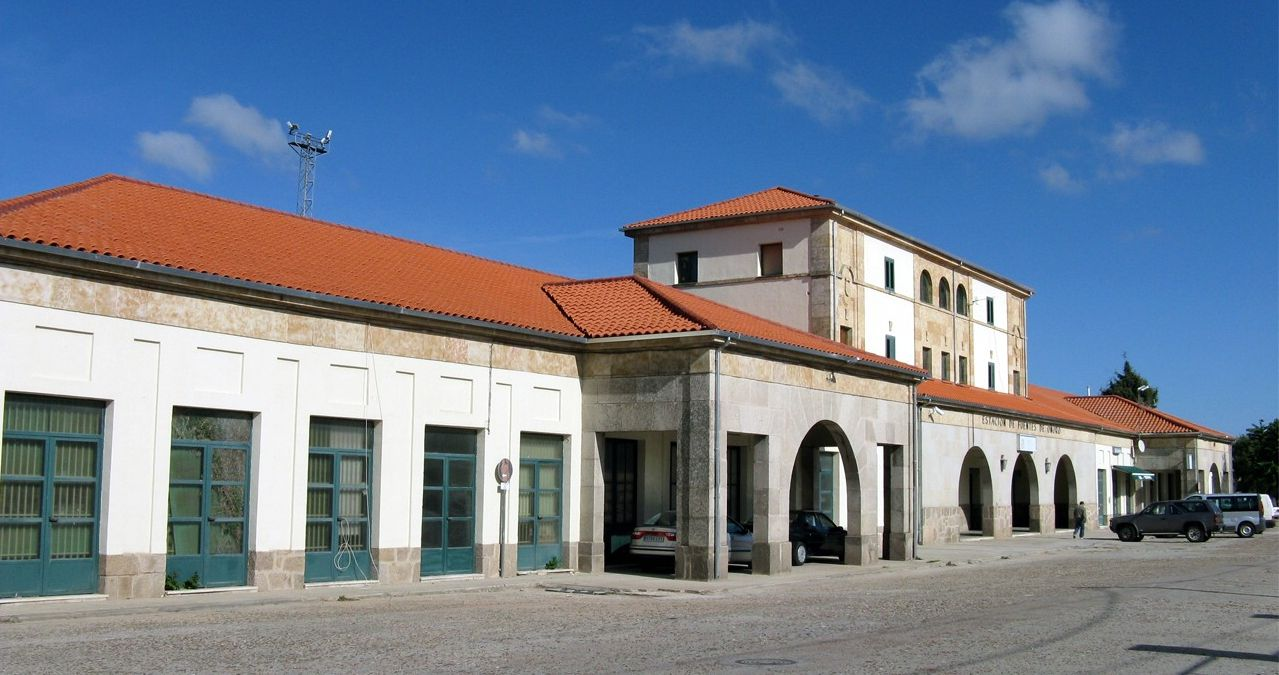
Estação Ferroviária de Fontes de Onor.

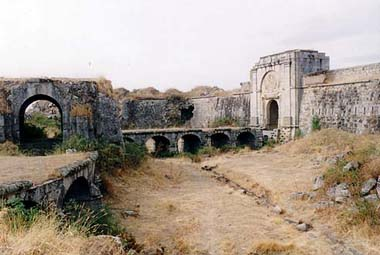
Real Forte da Concepção, fortaleza situada perto de Aldea del Obispo. Em 2012 foi feito o restauro para torná-lo num hotel.

O Campo de Argañán é uma subcomarca da comarca de Cidade Rodrigo, na província de Salamanca, Castela e Leão, Espanha. Os seus limites não se correspondem com uma divisão administrativa, mas com uma demarcação sobretudo histórico-tradicional, mas também geográfica.

## Geografia

### Demarcação
Compreende 18 concelhos: Aldea del Obispo, Campillo de Azaba, Carpio de Azaba, Castillejo de Martín Viejo, Espeja, Fontes de Onor, Gallegos de Argañán, Ituero de Azaba, La Alameda de Gardón, La Alamedilla, La Alberguería de Argañán, La Bouza, Puebla de Azaba, Puerto Seguro, Saelices el Chico, Villar de Argañán, Villar de Ciervo e Villar de la Yegua.